# Scarlet Records
Scarlet Records es un sello discográfico independiente fundado en Italia en 1998 por Filipo Bersani. En un principio era una división de BL Music Sas. y especializa en la música heavy metal. Es conocida por albergar en su catálogo a dos de los proyectos de Björn "Speed" Strid.

## Bandas
- Allhelluja[1]
- Arthemis[2]
- Barcode
- Bloodshot[3]
- Bokor[4]
- Daemonia
- Dark Moor[5]
- Death SS
- Demia[6]
- DGM
- Disarmonia Mundi
- Ethersens[7]
- Eldritch[8]
- Excalion
- Extrema[9]
- Evildoer[10]
- Frequency[11]
- Georgian Skull[12]
- Hatesphere
- Idols are Dead[13]
- Kayser[14]
- Labyrinth[15]
- Malfeitor[16]
- Mastercastle[17]
- Metatrone
- Michele Luppi
- Necrodeath
- Oceans of Sadness[18]
- Olympons Mons[19]
- Operatika[20]
- Phaze I
- Scamp[21]
- Schizo[22]
- Shaman[23]
- Slowmotion Apocalypse
- Spice and the RJ Band
- Stormlord
- Terror 2000
- The Defaced
- Thy Majestie[24]
- Vision Divine

## Bandas pasadas
- Aborym
- Adversam
- Agent Steel
- Arachnes
- Art Inferno
- Blinded Colony
- Broken Arrow
- Cadaveria
- Cayne
- Centurion
- Dakrua
- Damned Nation
- Dark Avenger
- Diabolical
- Divine Souls
- Dragon Hammer
- Eterna
- Fifth Reason
- Heimdall
- Inrage
- Invocator
- Lods of Decadence
- Loss
- Manticora
- Hatesphere
- Neglected Fields
- Nightshade
- Node
- Odyssea
- Oracle Sun
- Platitude
- Raza de Odio
- Requiem
- Rosae Crucis
- Seethings
- Seven Seraphim
- SmaXone
- Subzero
- The Provenance
- Thoten
- The Ring
- Withering Surface
- Xteria